# Боремельські яри
Боремельські яри — геологічна пам'ятка природи місцевого значення в Україні. Розташована в межах Дубенського району Рівненської області, в околицях сіл Боремель і Набережне.
Площа 5,5 га. Статус надано згідно з рішенням Рівненської обласної ради від 16.02.2024 року №869. Перебуває у віданні Боремельської сільської ради. 
Пам'ятка являє собою берегові урвища висотою 5-20 м над річкою Стир. Це геологічні об'єкти, в складі яких знайшли поклади з кістками давніх коней, мамонтів та птахів. На узбережжі Хрінницького водосховища є низка цінних археологічних пам’яток, що підкреслює її культурне значення. У верхній частині стінок відшарувань помітні житла і господарські споруди бронзового і ранньозалізного віків, давньоруського часу.
У 1942 році в Боремельських ярах нацисти розстріляли євреїв.